# Marshall Jubilee
Marshall Silver Jubilee  (si legge con la i lunga finale) è una linea di amplificatori per chitarra prodotta dalla Marshall dal 1987.

## Storia
Iniziò a essere prodotto dal 1987, in occasione del 25º anniversario dall'entrata in commercio dei suoi amplificatori e del 50° della sua entrata nell'industria della musica più in generale.
Dopo il 1987, la sua produzione cessò. Nel 1996, tuttavia, Slash, ex chitarrista dei Guns N' Roses, fece produrre una serie di amplificatori reissue, copie perfette della testata da 100 watt 2555, che furono chiamati JCM Slash Signature o 2555SL.

## Caratteristiche
Il colore degli amplificatori Silver Jubilee Series è grigio e nero anziché oro e nero (colore classico della Marshall), proprio per commemorare l'anniversario "silver" (d'argento).
I Silver Jubilee presentano 3 canali: clean, lead e crunch. I controlli delle frequenze, tuttavia, sono unici. Originariamente con la serie Jubilee era venduto uno switch che permetteva di selezionare i canali lead/clean o lead/crunch (ma non clean/crunch).
Una delle particolarità di questa serie di amplificatori è la possibilità di dimezzare la potenza in watt. Nel caso di un Jubilee da 50 watt, la potenza disponibile sarà 25 W o 50 W, nel caso del 2555 sarà 50 W o 100 W.

## Modelli

### Testate
- 2550: testata da 50 W accoppiabile con cabinet 2551
- 2553: testata da 50 W accoppiabile con cabinet 2556
- 2555: testata da 100 W riducibile a 50 W, accoppiabile con cabinet 2551
- Studio Jubilee 2525H: versione da appartamento della 2555, potenza 20 W riducibile a 5 W[1]

### Combinati
- 2554: combo da 50 W con un cono
- 2558: combo da 50 W con 2 coni
- Studio Jubilee 2525C: combo da 20 W (riducibili a 5 W) con un cono da 12"[2]

### Cabinet (montanti coni Celestion)
- 2551A/B/AV/BV: da 4 coni[3]
- 2556A/B/AV/BV: da 2 coni[3]